# Fabiano Contarato
Fabiano Contarato (Nova Venécia, 20 de junio de 1966) es profesor de derecho, comisario ("delegado") de la policía civil y político brasileño, afiliado al Partido de los Trabajadores (PT). Es senador por Espírito Santo y actual líder de la bancada del PT en el Senado.
Licenciado en Derecho por la Universidad Vila Velha, comenzó a trabajar como comisario de la Policía Civil del estado de Espírito Santo en 1992, habiendo solicitado excedencia en el cargo. Fue delegado de Infracciones de Tráfico durante más de diez años y asumió la dirección general del Departamento de Tráfico del Estado (Detran-ES). En 2016 fue nombrado Inspector General del Estado en la Secretaría de Estado de Control y Transparencia (SECONT/ES). También es orador y activista humanitario.
Fue el candidato al Senado más votado en su estado en las elecciones de 2018, con 1.117.036 votos, por la Rede Sustentabilidade (REDE), siendo la primera vez que se postuló para un cargo electo. Se convirtió así en la primera persona abiertamente homosexual elegida para el Senado brasileño.

## Biografía

### Familia, educación y carrera
Nacido en Nova Venécia, Contarato nació el 20 de junio de 1966, hijo de un conductor de autobús y de un ama de casa. Licenciado en Derecho por la Universidad Vila Velha, tiene un posgrado en Derecho Penal y Derecho Procesal Penal por la Universidad Gama Filho. Posteriormente realizó actividad académica en la Universidad Vila Velha, como profesor de Derecho Penal.
En 1992, Contarato prestó juramento como comisario de la Policía Civil del estado de Espírito Santo. Fue comisario jefe de la Comisaría de Infracciones de Tránsito, lo que le permitió darse a conocer entre los habitantes de Espírito Santo. También dirigió el Departamento Estatal de Tránsito (Detran-ES) y fue inspector general de Espírito Santo.

### Vida personal
Contarato afirmó que descubrió su homosexualidad en la juventud, aunque "la reprimió mediante una restricción moral". En noviembre de 2017 se casó con el fisioterapeuta Rodrigo Groberio. Es padre de Gabriel, adoptado en 2017, y Mariana, adoptada en 2020.

## Carrera política

### Elecciones estatales en Espírito Santo en 2014
Inicialmente anunciado como candidato a senador por la coalición "Pra Frente Espírito Santo", que apoyaba la reelección del gobernador Renato Casagrande (PSB), acabó renunciando a su candidatura, siendo sustituido por el ex alcalde de Vila Velha, Neucimar Fraga (PV).

### Elecciones estatales en Espírito Santo en 2018

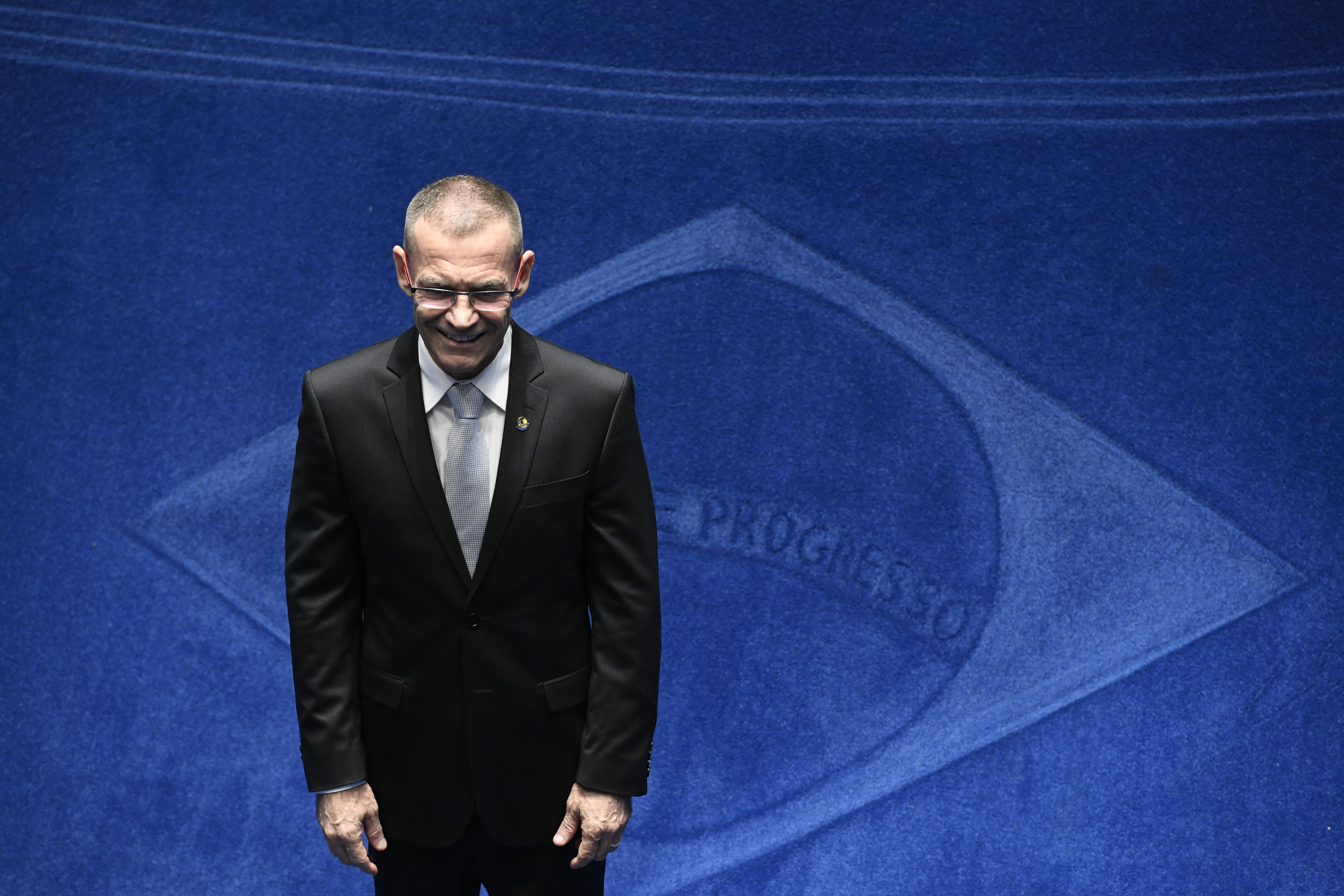
Contarato durante el acto de su toma de posesión como senador (2019).

Contarato se postuló para el Senado Federal en las elecciones de 2018 por Rede Sustentabilidade. Anteriormente, fue miembro del Partido da República, que lo nominó como candidato al Senado en 2014, candidatura de la que Contarato se retiró por motivos personales.
Durante su campaña, Contarato enfatizó la defensa de la familia y propuestas relacionadas con la seguridad pública. Se pronunció a favor de los derechos humanos y en contra del aborto, mezclando, según la revista Carta Capital, "aspectos que dialogan tanto con ideas progresistas como con posiciones conservadoras".
El 7 de octubre, Contarato fue elegido senador con 1.117.036 votos (31,15%), contrariamente a las encuestas de opinión que indicaban favoritismo hacia los senadores Magno Malta y Ricardo Ferraço. Su victoria lo convirtió en el primer hombre abiertamente gay elegido para el Senado Federal de Brasil.

### Mandato
El 1 de febrero de 2019 Contarato prestó juramento como Senador de la República. Fue designado miembro titular de la Comisión de Constitución, Justicia y Ciudadanía y de la Comisión de Medio Ambiente, entre otras. Miembro del Bloque Parlamentario Independiente del Senado, declaró apoyo a Davi Alcolumbre, presidente electo del Senado, y neutralidad frente al gobierno del presidente Jair Bolsonaro.
Como senador, Contarato propuso el 50% de los candidatos por género en las elecciones legislativas, criticó duramente al ministro Sergio Moro por conversaciones publicadas por The Intercept, se opuso a la flexibilidad en la tenencia de armas y apeló a los tribunales para que el gobierno brasileño aceptara donaciones extranjeras destinadas a combatir incendios forestales en la Amazonía en 2019.
El 13 de diciembre de 2021 anunció que dejaba REDE y se unía al Partido de los Trabajadores (PT). La invitación para unirse al partido fue hecha por el expresidente Luiz Inácio Lula da Silva y en una nota, Fabiano agradeció a REDE por su paso por el partido.
Sobre su cambio al PT, Fabiano escribió en una nota: "Los gobiernos liderados por el PT devolvieron al país credibilidad internacional, permitieron que los pobres asistieran a la universidad, ampliaron la estructura educativa en el país, abrieron los sótanos de la dictadura con la Comisión Nacional de la Verdad, democratizó la participación de la sociedad en las decisiones gubernamentales, generó un crecimiento económico acorde con políticas sociales exitosas y devolvió a los brasileños su orgullo nacional. Sus errores fueron investigados y debidamente castigados por los tribunales. Sostengo que la ley se aplica a todos y debe cumplirse sin importar a quién le duela. Seguimos junto a los brasileños y brasileñas para, con esperanza y fuerza, superar la oscuridad de la ignorancia que victimiza a Brasil. La Constitución Ciudadana de 1988 es nuestra brújula".
En 2023, Contarato asumió la dirección de la bancada del Partido de los Trabajadores (PT) en el Senado Federal.

## Desempeño electoral
| Año  | Elección                                       | Partido | Cargo   | Votos     | %      | Resultado | Ref.   |
| ---- | ---------------------------------------------- | ------- | ------- | --------- | ------ | --------- | ------ |
| 2018 | Elecciones estatales en Espírito Santo en 2018 | REDE    | Senador | 1.117.036 | 31,15% | Elegido   | [ 25 ] |

## Decoraciones
| Insignia | País   | Honor                               | Fecha                   |
| -------- | ------ | ----------------------------------- | ----------------------- |
|          | Brasil | Gran Oficial de Orden de Río Branco | 21 de noviembre de 2023 |